# Anthony Fallah Borwah
Anthony Fallah Borwah (Wodu, 3 de outubro de 1966) é bispo de Gbarnga.
Anthony Fallah Borwah foi ordenado sacerdote em 15 de setembro de 1996. 
Papa Bento XVI nomeou-o Bispo de Gbarnga em 21 de março de 2011. Foi consagrado bispo pelo arcebispo de Monróvia, Lewis Zeigler, em 11 de junho do mesmo ano; Os co-consagradores foram George Antonysamy, Núncio Apostólico na Libéria, Gâmbia e Serra Leoa, e Andrew Jagaye Karnley, Bispo de Cape Palmas.